# 天主教贡土尔教区
天主教貢土爾教區 （拉丁語：Dioecesis Gunturensis）是羅馬天主教的一個教區，位於印度安得拉邦東部，受維薩卡帕特南總教區管轄。
教區成立於1940年2月13日，2006年有教友218,097名，佔轄區總人口百分之4.2。由168名司鐸名管理七十九個堂區。現任教區主教為巴利‧加利。